# Górki Noteckie (stacja kolejowa)
Górki Noteckie – stacja kolejowa w Górkach, w województwie lubuskim, w Polsce. Znajduje się na linii nr 203 Tczew – Kietz.

## Ruch pasażerski
| Rok  | Wymiana pasażerska na dobę |
| ---- | -------------------------- |
| 2017 | 100-149                    |
| 2022 | 100-149                    |